# Dennis Lancet
Dennis Lancet — автобусное шасси среднего класса производства Dennis Specialist Vehicles. Вытеснено с конвейера моделью Dennis Javelin.

## История
Впервые шасси Dennis Lancet было представлено в 1981 году. Кроме городских и туристических автобусов, на нём также производили библиобусы. Всего было произведено 87 экземпляров.
Кроме Великобритании, автобусы на шасси Dennis Lancet поставлялись также на Бермудские Острова и в Южную Африку.
Производство завершилось в 1991 году.